# 伊里駅
伊里駅（いりえき）は、岡山県備前市穂浪にある、西日本旅客鉄道（JR西日本）赤穂線の駅である。駅番号はJR-N14。

## 歴史
- 1958年（昭和33年）3月25日：国鉄赤穂線日生 - 伊部間延伸時に開設[1]。
- 1969年（昭和44年）
  - 6月25日：貨物取扱廃止[1]。
  - 11月24日：荷物扱い廃止[2]。無人駅化[3]。但し、その後暫くの間は岡山地区旅行センターから職員を派遣して対応[4]。
- 1987年（昭和62年）4月1日：国鉄分割民営化に伴い、西日本旅客鉄道（JR西日本）の駅となる[1]。
- 2018年（平成30年）9月15日：ICOCA対応IC専用機導入。ICOCAの利用が可能となる[5]。
- 2019年（平成31年）4月1日：簡易委託解除、終日無人駅化[6]。

## 駅構造

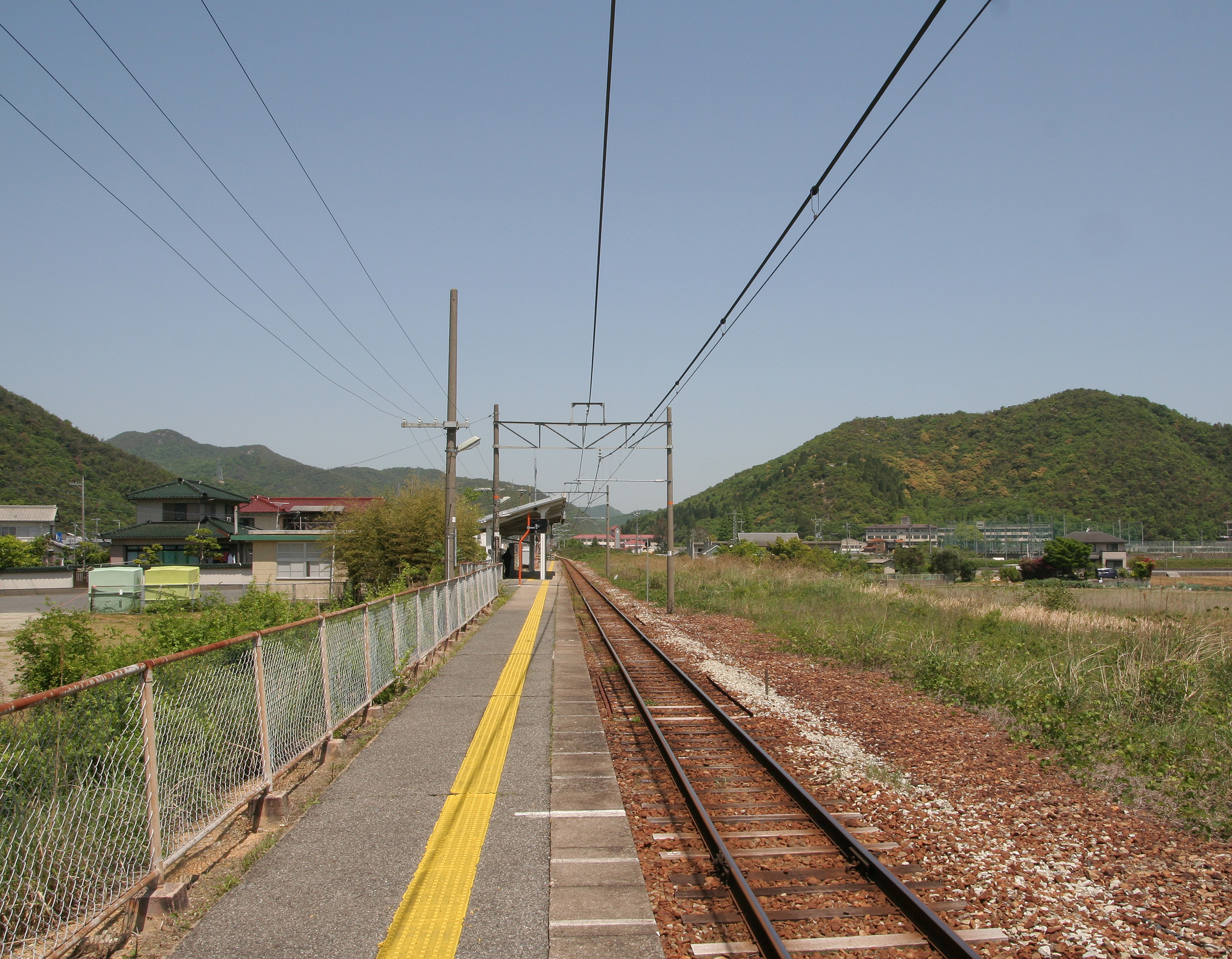
構内（2008年5月）

岡山方面に向かって左側に単式ホーム1面1線を有する地上駅（停留所）。ホームは嵩上げされていない。行違いが出来ない棒線駅のため、岡山方面行・播州赤穂方面行双方が同一ホームに発着する。
東岡山駅管理の無人駅。自動券売機・自動改札機は設置されておらず、ICカード読取装置のみ設置。国鉄末期頃から旧駅事務室を利用して「伊里駅食堂」という飲食店が営業していたが、閉店後に民間企業（カンケンテクノ岡山出張所）が入居し、2015年（平成27年）頃から再度飲食店となった。しかし2024年（令和6年）現在、その飲食店は閉店している。

## 駅周辺
駅から少し西へ離れた所を伊里川が流れており、その対岸を岡山県道261号線が通る。川沿いの僅かな平地に工場・物流センター・住宅が建っているが、商店は無い。
- 友延簡易郵便局
- 桂スチール 友延工場
- 日生運輸 友延物流センター
- 備前警察署伊里駅前交番
- 備前市立伊里中学校
- 備前市立伊里小学校
- 国道250号
- 岡山県道261号穂浪吉永停車場線
- 岡山県道262号蕃山友延線
- 岡山県道397号寒河本庄岡山線（岡山ブルーライン）：駅東側を通るが、駅付近にはインターチェンジが無い。
- 伊里川

## 利用状況
近年の1日平均乗車人員の推移は以下の通り。
| 乗車人員推移 | 乗車人員推移 |
| 年度         | 1日平均人数  |
| ------------ | ------------ |
| 1999         | 433          |
| 2000         | 406          |
| 2001         | 429          |
| 2002         | 435          |
| 2003         | 410          |
| 2004         | 336          |
| 2005         | 322          |
| 2006         | 316          |
| 2007         | 304          |
| 2008         | 335          |
| 2009         | 318          |
| 2010         | 318          |
| 2011         | 286          |
| 2012         | 271          |
| 2013         | 269          |
| 2014         | 216          |
| 2015         | 204          |
| 2016         | 204          |
| 2017         | 213          |
| 2018         | 196          |
| 2019         | 180          |
| 2020         | 170          |
| 2021         | 150          |

## 隣の駅
西日本旅客鉄道（JR西日本）
 赤穂線
日生駅 (JR-N15) - 伊里駅 (JR-N14) - 備前片上駅 (JR-N13)